# Bice Sechi-Zorn
Pour les articles homonymes, voir Zorn (homonymie).
Bice Sechi-Zorn (1928-10 décembre 1984) est une physicienne nucléaire italo-américaine et professeur à l'université du Maryland. 

## Jeunesse et formation
Bice Sechi naît en 1928 à Oristano en Sardaigne (Italie). Elle a deux sœurs Vanina et Mimi et deux frères, Aldo et Paolo. 
Elle obtient son doctorat en physique de l'université de Cagliari en 1951. De 1952 à 1956, elle est assistante de recherches à l'institut de physique de l'université de Padoue. Elle y rencontre son futur époux, Gus T. Zorn, physicien des particules (1924-2002).

## Carrière
Ils déménagent aux États-Unis en 1956 où Sechi-Zorn devient associée en physique au Laboratoire national de Brookhaven.  
En 1962, elle entre à l'université du Maryland. Elle est assistante de recherche (62-68), associée de recherche (68-75), professeur associée de physique (75-76) puis professeur de physique jusqu'en 1984. Elle joue un rôle clé dans d'importantes expériences de l'université, notamment dans l'élucidation des désintégrations semi-leptoniques des hyperons Sigma et Lambda. Ce travail a conduit à la théorie de Nicola Cabibbo sur les interactions faibles.  
Après 1978, elle poursuit ses recherches avec la machine à collision de faisceaux, PETRA, à DESY (Deutsches Elektronen-Synchrotron) à Hambourg; d'abord dans le groupe PLUTO puis, en 1984, dans le groupe JADE. 
Sechi-Zorn décède à Hambourg le 10 décembre 1984 des suites d'un cancer. La chaire Gus T. Zorn et Bice Sechi-Zorn en physique expérimentale porte son nom. 

## Publications majeures
- (en) « Charges-exchange scattering of Low energyK-Mesons in hydrogen », Physical review,‎ 1965
- (en) « On the masses and modes of decay of heavy mesons produced by cosmic radiation », Nuovo Cimento, vol. 1063, no 2,‎ 1955